# (3970) Herran
(3970) Herran est un astéroïde de la ceinture principale.

## Description
(3970) Herran est un astéroïde de la ceinture principale. Il fut découvert le 28 juin 1979 à Cerro El Roble par Carlos Torres. Il présente une orbite caractérisée par un demi-grand axe de 2,56 UA, une excentricité de 0,13 et une inclinaison de 15,1° par rapport à l'écliptique.

## Compléments